# Melomys rufescens
Melomys rufescens là một loài động vật có vú trong họ Chuột, bộ Gặm nhấm. Loài này được Alston mô tả năm 1877.